# Rusa I.

Urartu (gelb) während der Herrschaft Rusas I.

Rusa I. (Regierungszeit 735 v. Chr. bis ca. 714 v. Chr.) war ein König des urartäischen Reiches. Er folgte seinem Vater Sarduri II.

## Herrschaft
Bevor Rusa I. an die Macht kam, hatte sein Vater das Reich erweitert und verschiedene assyrische und anatolische Gebiete einverleibt. Als Rusa I. König wurde, hatten sich die Assyrer unter König Tiglat-Pileser III. wieder gesammelt und erstarkten wieder. So war Rusa I. am Anfang seiner Herrschaft mit der Abwehr der assyrischen Angriffe beschäftigt. Die Angriffe hatten verheerende Auswirkungen auf Urarṭu und seine Wirtschaft. Urarṭu verlor den Großteil des Landes, das Sarduri II. erobert hatte, wieder an Assyrien.
Rusa zog im Norden gegen Adaḫuni, Uelikuḫi, Lueruḫi und Arquqini. Er rühmt sich des Sieges über 23 Länder und 19 Könige „von der anderen Seite des Sees, in den schrecklichen Bergen“. Nach einer Inschrift aus Nor Bayazet besiegte er den König von Uelikuḫi und setzte einen Statthalter ein.

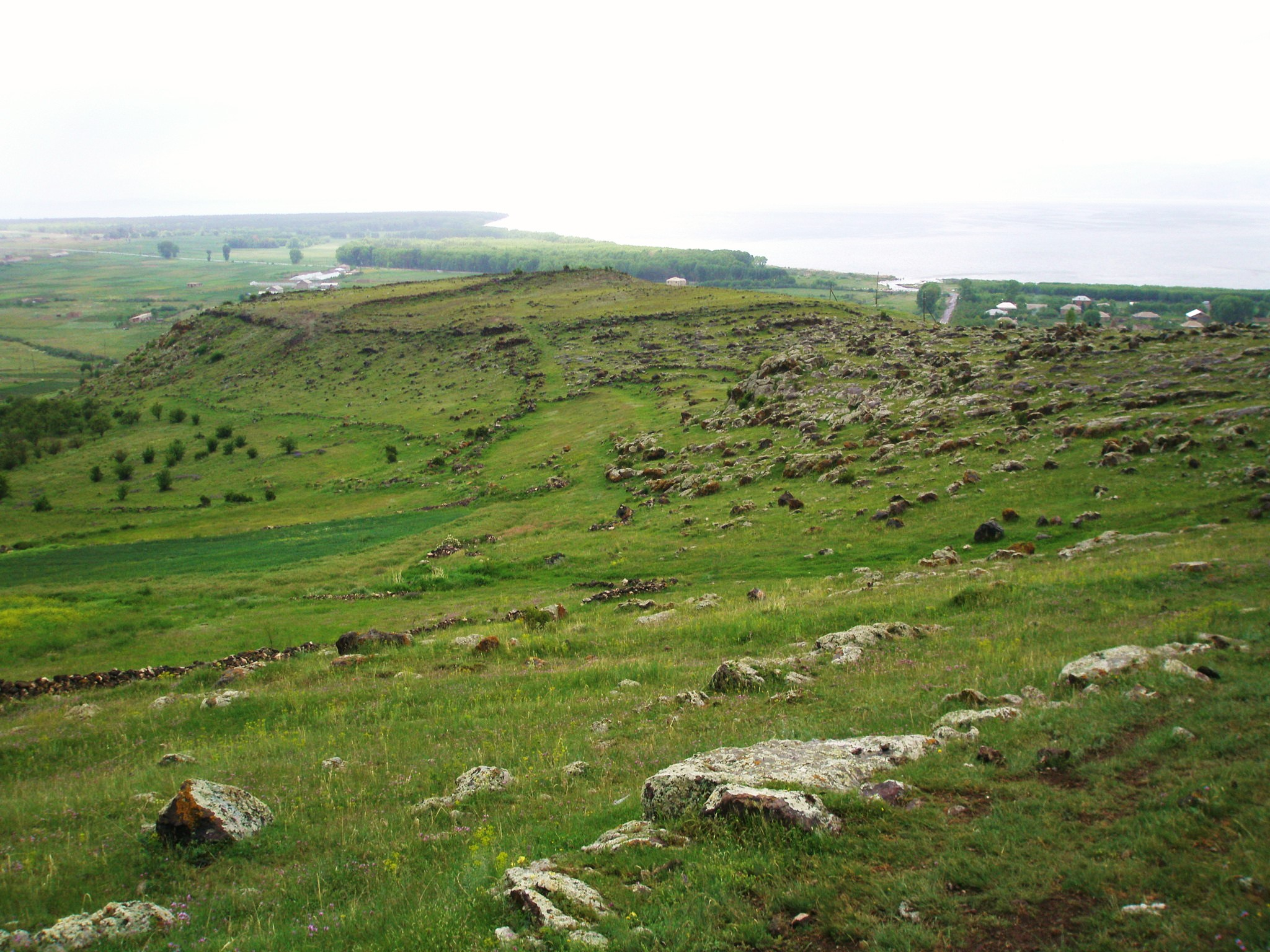
Ruinen von ^{d}Teišebaï URU^{KUR} in Zovinar am Sevansee

Nach Tiglat-Pilesers III. Tod kam Salmanassar V. an die Macht. Mit ihm nahmen die Angriffe gegen Urarṭu ab. Sargon II. führte 715 v. Chr. einen Feldzug gegen Urartu (8. Feldzug). Nach der Unterwerfung des urartäischen Vasallen Mettati griff Sargon Urartu selbst an. Zwar konnte Sargon II. die urartäische Hauptstadt Tušpa nicht erobern, doch besiegte er die Armee Rusas und plünderte weite Teile des urartäischen Gebiets. Rusa floh (auf einer Stute) und „versteckte“ sich in den Bergen. Auf dem Rückweg nach Aššur plünderte Sargon Muṣasir, den Krönungsort der urartäischen Könige und Haupttempel des urartäischen Reichsgottes Ḫaldi. Der Gottesbrief Sargons schildert sehr bildhaft die Reaktion des Königs auf diese Nachricht:
Als Rusa – der sich in einem Bergversteck auf ein Bett geworfen hat „wie eine Frau“ und sich eine unheilbare Wunde zugefügt hat – von der Plünderung Muṣasirs erfährt, zerreißt er seine Gewänder, schlägt sich auf die Brust, reißt sein königliches Stirnband ab, rauft sich die Haare und wälzt sich am Boden. Seine Leber brennt und sein Herz steht still (Gottesbrief 411-413). Wir wissen zwar, dass der assyrische Geheimdienst gute Späher besaß, bei dieser Beschreibung dürfte es sich aber um eine literarische Fiktion handeln. Kathryn Kravitz nimmt an, dass die Episode in letzter Minute in den Gottesbrief Sargons eingefügt wurde.
Spätere Quellen berichten vom Selbstmord Rusas. In einem Gottesbrief Sargons II. ist zu lesen, dass Rusa I. „von dem leuchtenden Glanz des Gottes Assur, meines Herrn überwältigt, sich mit seinem eisernen Schwert das Herz durchbohrte, wie einem Schwein, und so sein Leben beendete.“. In den Annalen, die vermutlich später verfasst wurden als der Gottesbrief, nach Tadmor 707, der Nimrud-Stele und der Zypern-Stele wird ebenfalls behauptet, Rusa habe Selbstmord begangen.
Dies hinterließ jedoch keine bleibenden Folgen, im nächsten Jahr wird er in den Annalen wieder unter Sargons Feinden aufgezählt. Lanfranchi und Parpola nehmen sogar an, dass er Muṣasir zurückeroberte. Assyrische Briefe berichten von Aufständen und Kimmerereinfällen in Urarṭu.
Wann Rusa I. wirklich verstarb, ist also unklar, erst 708 taucht Argišti II., der Nachfolger Rusas, in den assyrischen Annalen auf.

## Bauten
- dḪal-di-e-i URUKURoberhalb von Nor Bayezit[1]. Sie sollte vermutlich die neu eroberte Provinz Ueliḫi absichern.
- dTeišebaï URUKUR in Zovinar am Sewansee

## Inschriften

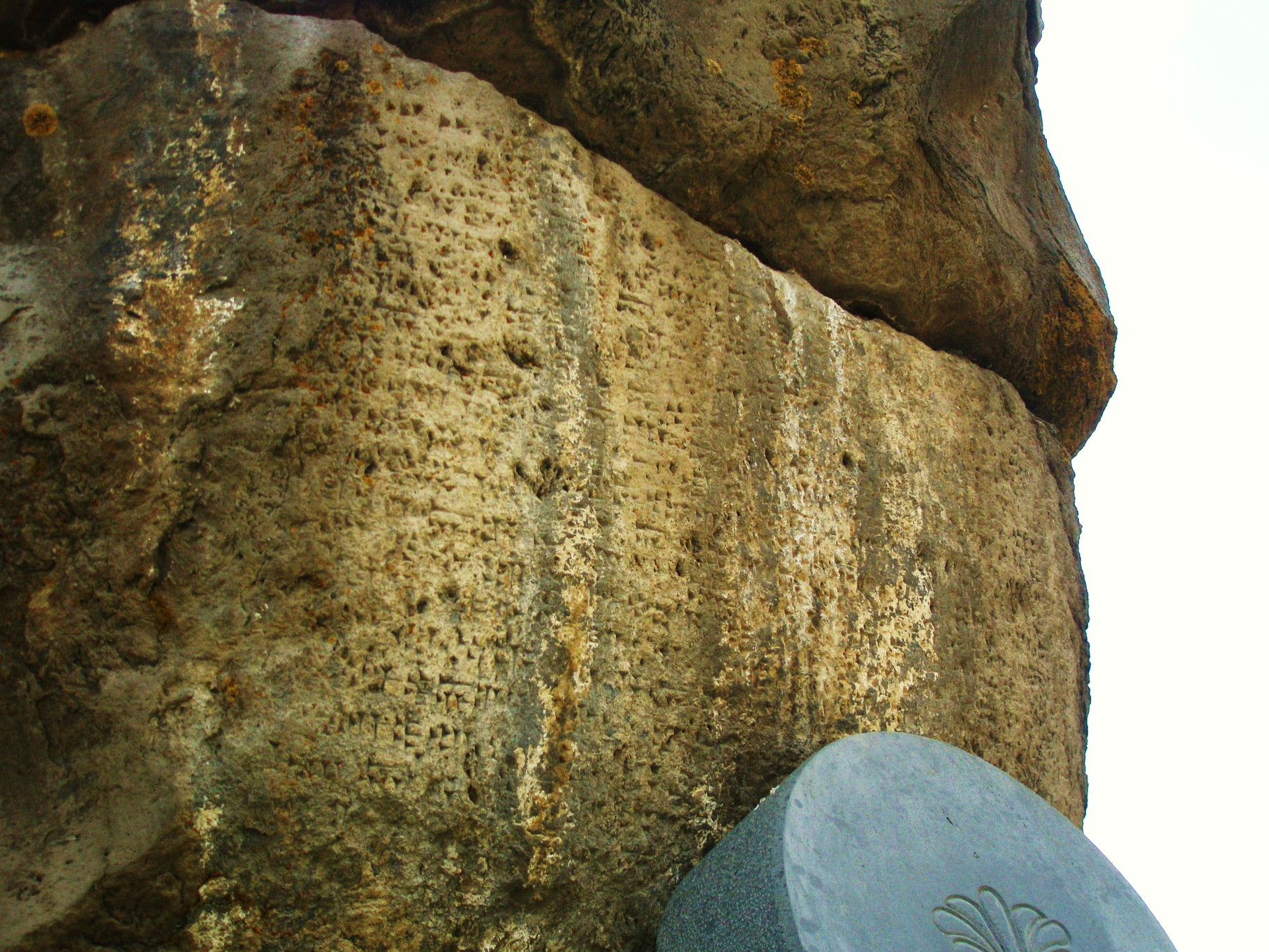
Inschrift von Rusa I. in Zovinar, Sewan-See

- Nor Bayazet/Kamo/Gavar[8]
- Zovinar/Kelagran[9]

- Mahmudabad
- Mergeh Karvan